# Passo di Halfaya
Il passo di Halfaya (in arabo مَمَرّ حَلْفَيَا‎? Mamarr Ħalfayā) è situato nel Nord Africa, al confine tra Egitto e Libia.
Durante la seconda guerra mondiale fu sede di postazioni difensive delle forze dell'Asse, che vennero attaccate dalle forze Alleate durante l'Operazione Battleaxe. Il comandante tedesco,  Hauptmann (capitano) Wilhelm Bach, al comando di una batteria di cannoni anticarro da 88 mm, distrusse in pochi minuti 11 dei 12 carri della prima ondata delle forze inglesi dell'11º Reggimento Ussari. Qui, il 26 febbraio del 1942, John C. "Jock" Campbell, comandante della 7th Armoured Division britannica, morì in un incidente causato dallo sbandamento della sua auto sulla strada riasfaltata.